# Sub Crâng
Sub Crâng – wieś w Rumunii, w okręgu Caraș-Severin, w gminie Cornereva. W 2011 roku liczyła 29 mieszkańców. 